# Nolan Smith (fútbol americano)
Nolan Sental Smith (Savannah, Georgia; 18 de enero de 2001) más conocido como Nolan Smith, es un jugador profesional estadounidense de fútbol americano, se desempeña en la posición de linebacker en Philadelphia Eagles, en la National Football League (NFL).

## Carrera
Hizo su debut profesional con el equipo Philadelphia Eagles, lleva jugando una temporada, comenzó en el 2023.